# Sulzfeld (Baden)
Sulzfeld ist eine Gemeinde im Landkreis Karlsruhe in Baden-Württemberg. Vor der Kreisreform in Baden-Württemberg gehörte Sulzfeld dem Landkreis Sinsheim an. Hierbei handelt es sich um die östlichste Gemeinde des Landkreises.

## Geographie

### Lage
Sulzfeld liegt im östlichen Kraichgau- und westlichen Stromberggebiet, zwischen Schwarzwald und Odenwald, Rhein und Neckar. Es wird vom Kohlbach durchflossen, der über den Kraichbach zum Rhein entwässert. Die Gemeinde gehört zum Verband Region Karlsruhe.

### Gemeindegliederung
Zur Gemeinde Sulzfeld gehören das Dorf Sulzfeld, der Weiler Neuhof, der Ort Ravensburg und die Höfe Egonmühle, Gießhübelmühle und Seemühle. Im Gemeindegebiet liegt die Wüstung Weiler.

## Geschichte
Im Jahr 1075 wurde Sulzfeld im Hirsauer Codex erstmals urkundlich erwähnt. Während der Zeit der Stammesherzogtümer lag der Ort im Herzogtum Franken. Die Geschichte des Ortes ist eng mit der Ravensburg, deren Bau um 1200 begann, und dem Geschlecht der Freiherren Göler von Ravensburg verbunden. Nach der Niederlage der Protestanten im Schmalkaldischen Krieg verwüsteten spanische Söldner den Ort. Auch im Dreißigjährigen Krieg wurde Sulzfeld mehrfach zerstört. 1939 wurden 2304 Einwohner gezählt, Ende 1945 waren es 2455.
Im Jahre 1801 hat eine Gruppe Siedler aus Sulzfeld ein Dorf östlich der damals zu Südpreußen gehörenden Stadt Łódź gegründet, das Neu-Sulzfeld genannt wurde. Heute stellt es unter dem Namen Nowosolna einen Teil von Łódź dar.

## Religionen
Bernhard Göler von Ravensburg führte in Sulzfeld 1522 die Reformation ein. Damit war der Ort eine der ersten Gemeinden, die zum lutherischen Glauben übertrat. Die heutige evangelische Kirche wurde 1885/86 errichtet.

## Politik

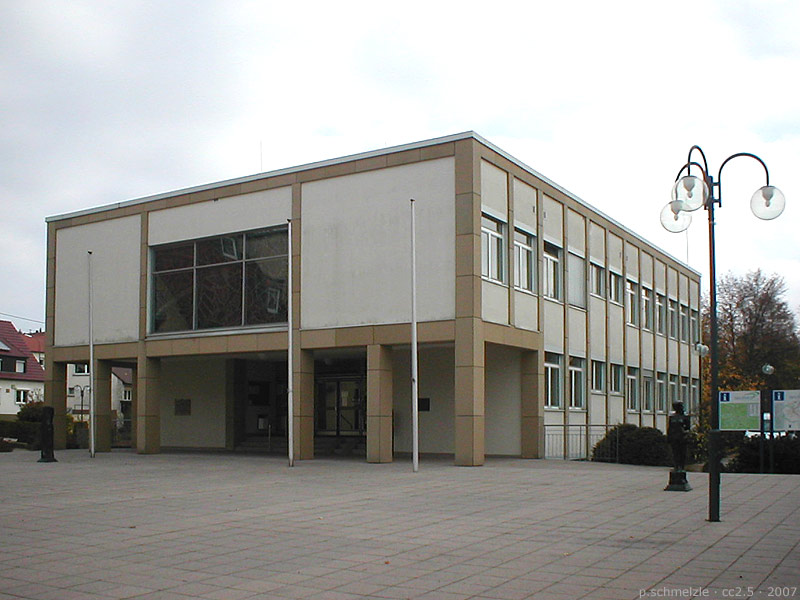
Rathaus von Sulzfeld

### Gemeinderat
Der Gemeinderat hat 14 ehrenamtliche Mitglieder, die für fünf Jahre gewählt werden. Hinzu kommt der Bürgermeister als stimmberechtigter Gemeinderatsvorsitzender.
Die Kommunalwahl 2024 führte zu folgendem Ergebnis (in Klammern: Unterschied zu 2019):
| Gemeinderat 2024               | Gemeinderat 2024 | Gemeinderat 2024 | Gemeinderat 2024 | Gemeinderat 2024 |
| Partei / Liste                 | Stimmenanteil    | Sitze            |                  |                  |
| ------------------------------ | ---------------- | ---------------- | ---------------- | ---------------- |
| Bürgervereinigung (BV)         | 62,0 % (+9,3)    | 9 (+2)           |                  |                  |
| CDU                            | 23,1 % (−3,8)    | 3 (−1)           |                  |                  |
| SPD                            | 14,3 % (+5,8)    | 2 (+1)           |                  |                  |
| Freie Grüne                    | n. a. (−11,9)    | 0 (−2)           |                  |                  |
| Wahlbeteiligung: 63,7 % (-0,6) |                  |                  |                  |                  |

2025 verließen mehrere Mitglieder die Fraktion der Bürgervereinigung und gründeten eine neue Fraktion "Bürgerbündnis Sulzfeld". Diese stellt nun 6 Mitglieder, die Bürgervereinigung nur noch 3.

### Bürgermeister
Bürgermeister ist seit dem 1. Dezember 2023 Simon Bolg (parteilos). Er wurde am 8. Oktober 2023 mit 55,1 Prozent der Stimmen gewählt. Seine Vorgängerin war von 2010 bis 2023 Sarina Pfründer; sie wurde am 2. Mai 2010 mit 83,6 Prozent der abgegebenen Stimmen (Wahlbeteiligung: 73,7 Prozent) erstmals gewählt und im Juni 2018 mit 88,2 Prozent wiedergewählt, bevor sie im August 2023 Bürgermeisterin von Lauffen am Neckar wurde.
Ihr Vorgänger war Eberhard Roth, der von 1970 bis 2010 40 Jahre lang Bürgermeister der Gemeinde war und nach fünf Amtsperioden bei der Wahl 2010 aus Altersgründen nicht mehr angetreten war.

### Wappen
Blasonierung: „In Blau aus einer silbernen Wolke am rechten Schildrand hervorgehender nackter rechter Arm mit kurzem silbernem Ärmel, der eine goldene Ähre hält.“

### Partnerschaften
Die Gemeinde Sulzfeld unterhält partnerschaftliche Beziehungen zu
- der Stadt Avize in Frankreich seit 1967,
- der Stadt El Cajon in Kalifornien, USA seit 1976 und
- der Stadt Nowosolna in Polen seit 2014.

## Gelber Sandstein
Der gelbe Sulzfelder „Schilfsandstein“ war ein begehrter Baustoff, er war leicht zu bearbeiten und hatte eine lange Lebensdauer.
Bereits die Römer brachen die Sandsteine aus den Steinbrüchen von Sulzfeld für zwei Villae rusticae.
Ebenso entstanden Götter- und Heiligenstatuen aus diesem gelben Sandstein. Den Abraum verwendeten sie zur Befestigung der ausgedehnten Kraichgauer Straßen.
Im Stettfelder Grabungsfeld fand man sechs Sandsteinkisten aus jenem gelben Schilfsandstein der aus Sulzfeld stammte.
Die im 13. Jahrhundert erbaute Ravensburg wurde komplett mit dem gelben Sandstein aus den eigenen Steinbrüchen erbaut.
Bis ins 16. Jahrhundert unterstanden alle örtlichen Steinbrüche den Freiherrn von Göler. Danach war ein Nutznießertum auch für die Sulzfelder Bürger genehmigt.

### Steinbrüche
In Sulzfeld gab es vier Steinbrüche, welche aber alle aufgegeben wurden.
1. Der Jägersitz-Steinbruch mit 2,5 ha Fläche war der älteste und größte.
2. Der Schaibener-Steinbruch war der zweitgrößte und lag an der Straße nach Ochsenburg.
3. Der Jägerfritz-Steinbruch lag am Kohlbachwald.
4. Der Rieth-Steinbruch war der kleinste Steinbruch, er lag im Riethwald auf dem Buchenbuckel.

### Sandsteingebäude

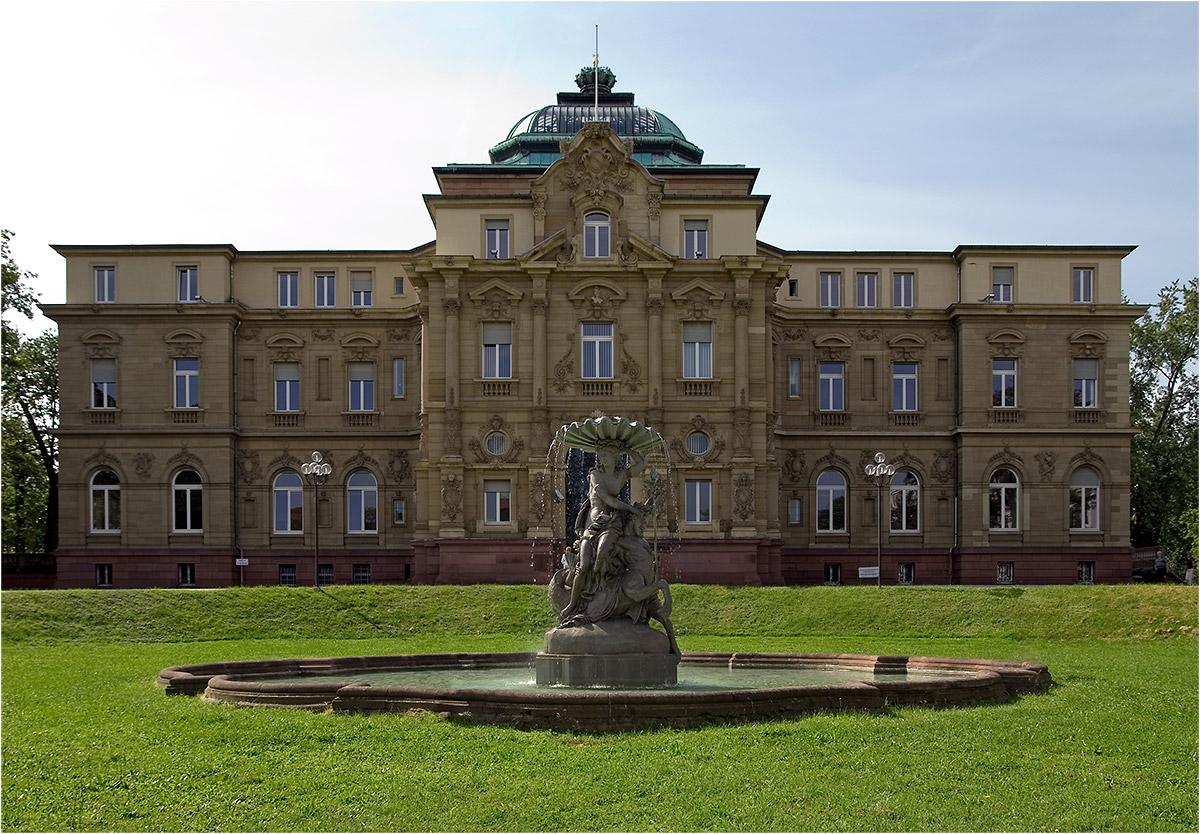
Der heutige Sitz des Bundesgerichtshofs, erbaut aus dem gelben Sulzfelder Sandstein

Verschiedene noch heute bestehende Gebäude wurden mit dem gelben Sandstein erbaut.
In Karlsruhe sind dies beispielsweise:
- Bundesgerichtshof, das Feuerwehrhaus, die Infanteriekaserne, das Lessing-Gymnasium sowie einige Wohnhäuser in der Weinbrennerstraße, der Yorkstraße und der Nelkenstraße.

Weitere Sandsteinbauten:
- Postgebäude in Mannheim, Heidelberg, Heilbronn und Pforzheim
- Schule in Weinheim
- evangelische Kirchen in Forst und Sulzfeld, incl. dem Pfarramt
- Schulhaus in Grötzingen
- Waisenhaus in Rastatt
- Firstzinnen der Freiburger Christuskirche
- Teile des Straßburger Münsters
- Badischer Bahnhof in Basel

## Wirtschaft und Infrastruktur

### Industrie
Neben einigen kleineren Betrieben in der Metall- und Holzverarbeitung ist das Unternehmen Blanco in Sulzfeld angesiedelt, welche hauptsächlich elektronische Regler und Heizplatten für Küchenherde sowie Ausstattungen für Großküchen produzieren. Auch die Fa. Pottiez (Stanzerei & Werkzeugbau), Zulieferbetrieb für u. a. die Raumfahrtindustrie, ist ortsansässig.

### Landwirtschaft
Das Umfeld der Gemeinde ist geprägt durch landwirtschaftliche Nutzung. Hier ist besonders der sehr ausgeprägte Bereich des Weinbaus zu nennen. Rund um den Ort befinden sich umfangreiche Weinberge, welche von privaten Winzern und den Mitgliedern einer Winzergenossenschaft bewirtschaftet werden. Recht ungewöhnlich für die Badische Region ist der Anbau von Trollinger und Lemberger, welcher eher in württembergischen Regionen angebaut wird. Die Gemeinde Sulzfeld ist mit 100 ha Weinanbaufläche eine der größten Weinbaugemeinden Nordbadens.

### Verkehr

#### Bahnverkehr
Sulzfeld ist an die Kraichgaubahn (Karlsruhe – Heilbronn) angebunden, auf der die Stadtbahnlinie S4 im Karlsruher Verkehrsverbund fährt. 

#### Straßen
Die Gemeinde liegt weiter an der Bundesstraße 293 (Heilbronn – Pfinztal).  Direkte Nachbargemeinden und durch Landes- und Kreisstraßen mit Sulzfeld verbunden sind Kürnbach, Zaisenhausen und Mühlbach. Über eine Kreisstraße durch den Ochsenburger Wald kann man auch das Dorf Ochsenburg erreichen. In Zukunft soll die Verkehrsinfrastruktur in Sulzfeld verbessert werden.

#### Radverkehr
Durch eine Alltagsroute aus dem Radnetz Baden-Württemberg ist Sulzfeld über Eppingen mit Heilbronn verbunden und in der anderen Richtung über Zaisenhausen und Oberderdingen (Flehingen) mit Bretten.
Durch Sulzfeld verläuft als Landes-Radfernweg der Badische Weinradweg. Er führt von Grenzach-Wyhlen am Hochrhein nach Laudenbach im Rhein-Neckar-Kreis, dabei werden sieben der neun badischen Weinanbaugebiete untereinander verbunden. Die Route verläuft dabei von Bruchsal nach Wiesloch, wobei er in großen Schleifen durch die Weinanbaugebiete führt, insbesondere von Oberderdingen über eine Schleife über den Berg Horn und über Kürnbach nach Sulzfeld und weiter über Zaisenhausen, Bahnbrücken an Menzingen vorbei nach Landshausen.

### Bildung
In Sulzfeld gibt es eine Grund- und Hauptschule mit Werkrealschule. Außerdem bestehen zwei kommunale und ein evangelischer Kindergarten im Ort.
Die Volkshochschule in Sulzfeld ist eine öffentliche Einrichtung der Weiterbildung. Sie steht als Außenstelle unter der Rechtsträgerschaft des gemeinnützigen Vereins Volkshochschule im Landkreis Karlsruhe. Nach ihrem satzungsgemäßen Auftrag widmet sie sich neben der Erwachsenenbildung auch den Aufgaben der Jugendbildung.

## Kultur und Sehenswürdigkeiten

### Gebäude

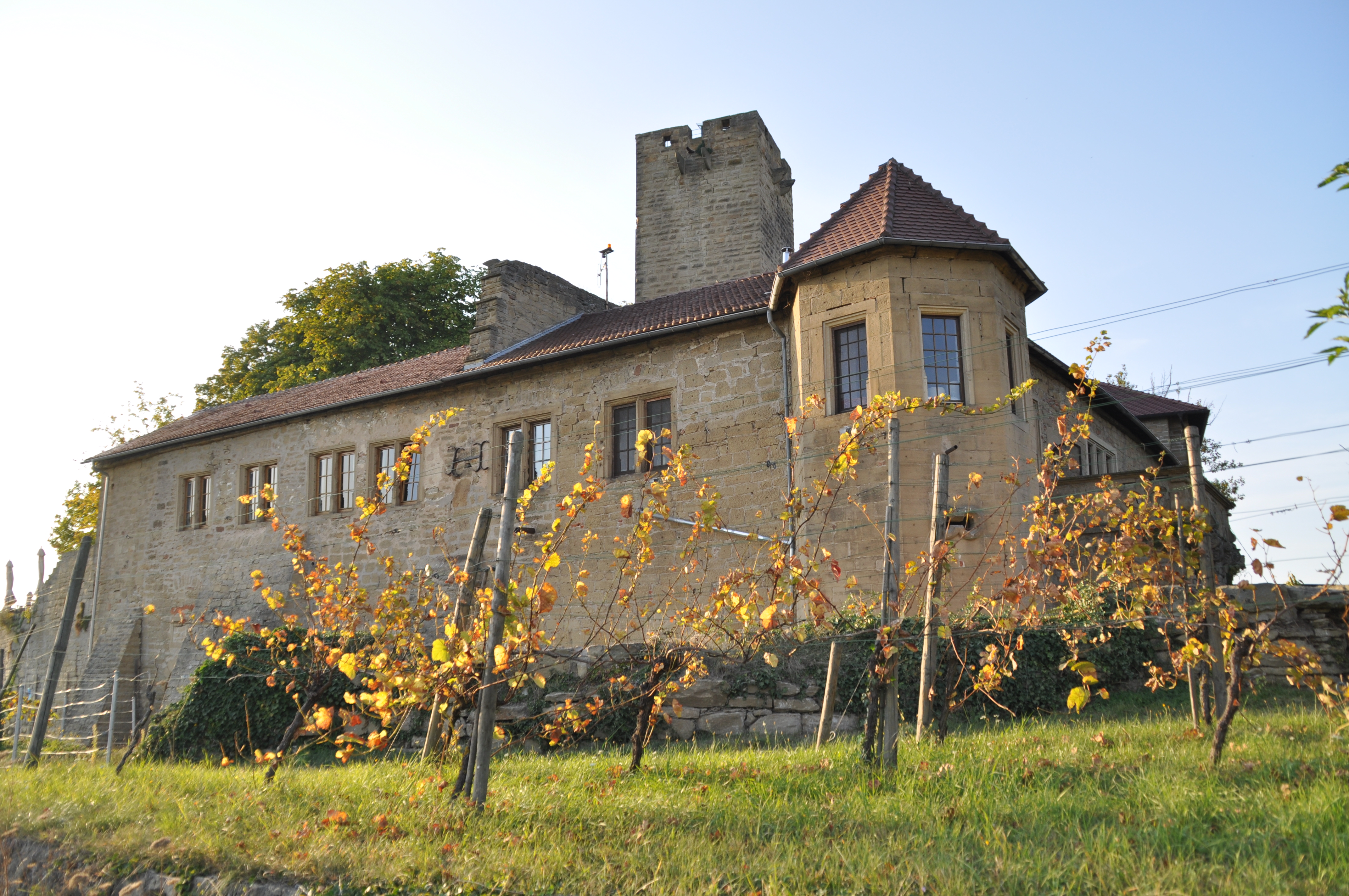
Die Ravensburg, erbaut mit dem gelben Sandstein

- Bekannteste Sehenswürdigkeit der Gemeinde ist die Ravensburg. Der begehbare Bergfried der im 13. Jahrhundert in ihrer heutigen Gestalt auf einem Berg oberhalb des Ortes erbauten Burg bietet eine herrliche Aussicht über die Hügellandschaft des Kraichgau und ist ein beliebtes Ausflugsziel.
- Im Ort bestehen mit dem Amalienhof und dem ehemaligen Rentamt weitere herrschaftliche Gebäude. Der Amalienhof ist ein um 1600 erstmals errichtetes Herrenhaus der Göler von Ravensburg, der nach Amalia Göler geb. Reck benannt wurde. In einem sanierten Wirtschaftsgebäude des Amalienhofes befindet sich heute eine Zahnklinik. Das Rentamt wurde auch Mittleres Schloss und Pforzheimer Schloss genannt. Bei der evangelischen Kirche, deren älteste Teile aus dem 15. Jahrhundert stammen und die ihren heutigen Grundriss durch Umbau 1885 erhielt, befindet sich außerdem die Grablege der Göler mit mehreren schmuckvollen historischen Epitaphen.
- Das zum Bürgerhaus umgebaute alte Schulhaus von 1896 beherbergt ein Heimatmuseum sowie die Galerie des Kulturkreises.
- Sulzfeld ist darüber hinaus reich an historischem Baubestand, der sowohl die Fachwerkbauweise des 17. und 18. Jahrhunderts als auch steinerne ackerbürgerliche Anwesen aus dem 19. Jahrhundert dokumentiert.
- Das Rathaus ist ein Zweckbau aus dem Jahr 1965, der bei einer Sanierung 1995 teilweise mit regionaltypischem Sandstein verkleidet wurde. Im Rathaus wird eine Sandsteinfigur aus dem 17. Jahrhundert aufbewahrt, die sich einst im Schlossgarten befand.[16]

Aus gelbem Sandstein
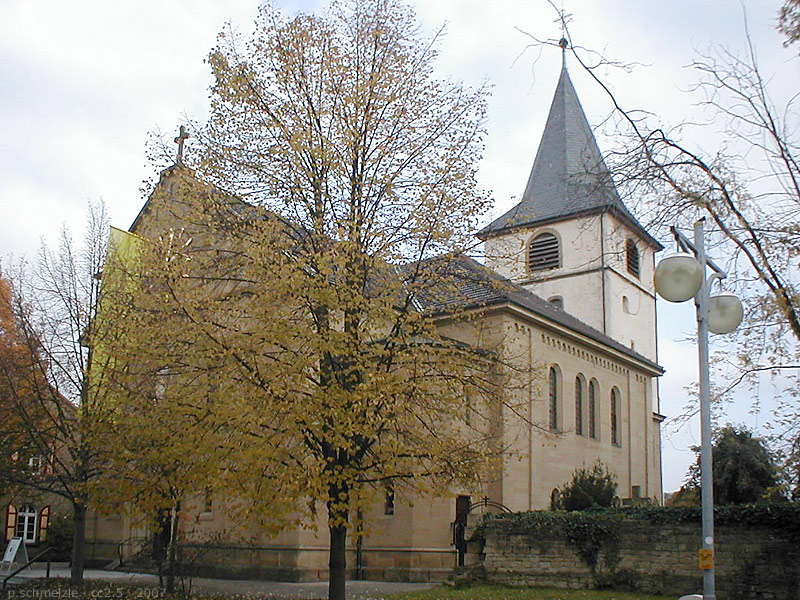
Evangelische Kirche
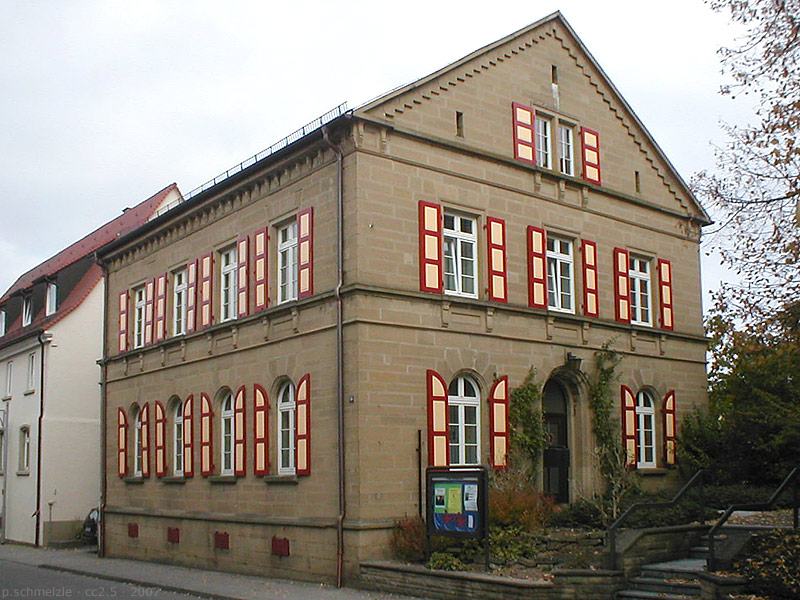
Evangelisches Pfarramt
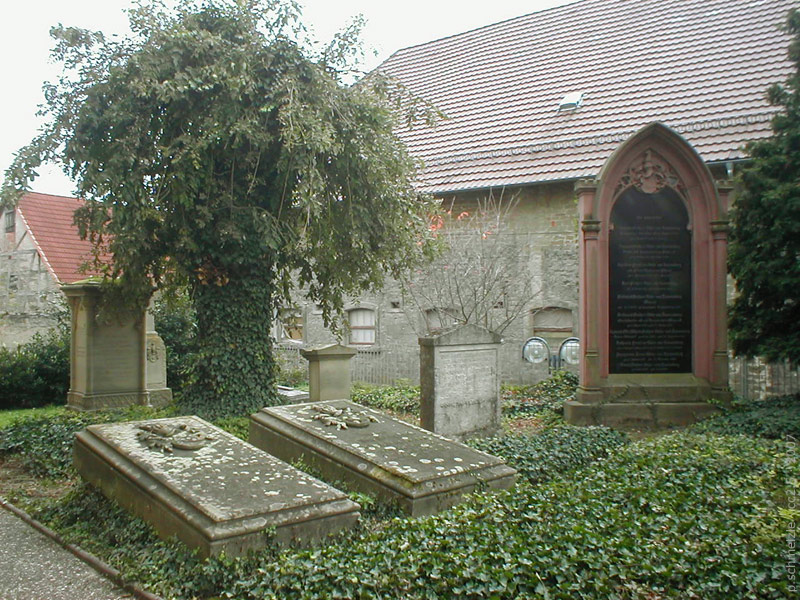
Göler-Grablege
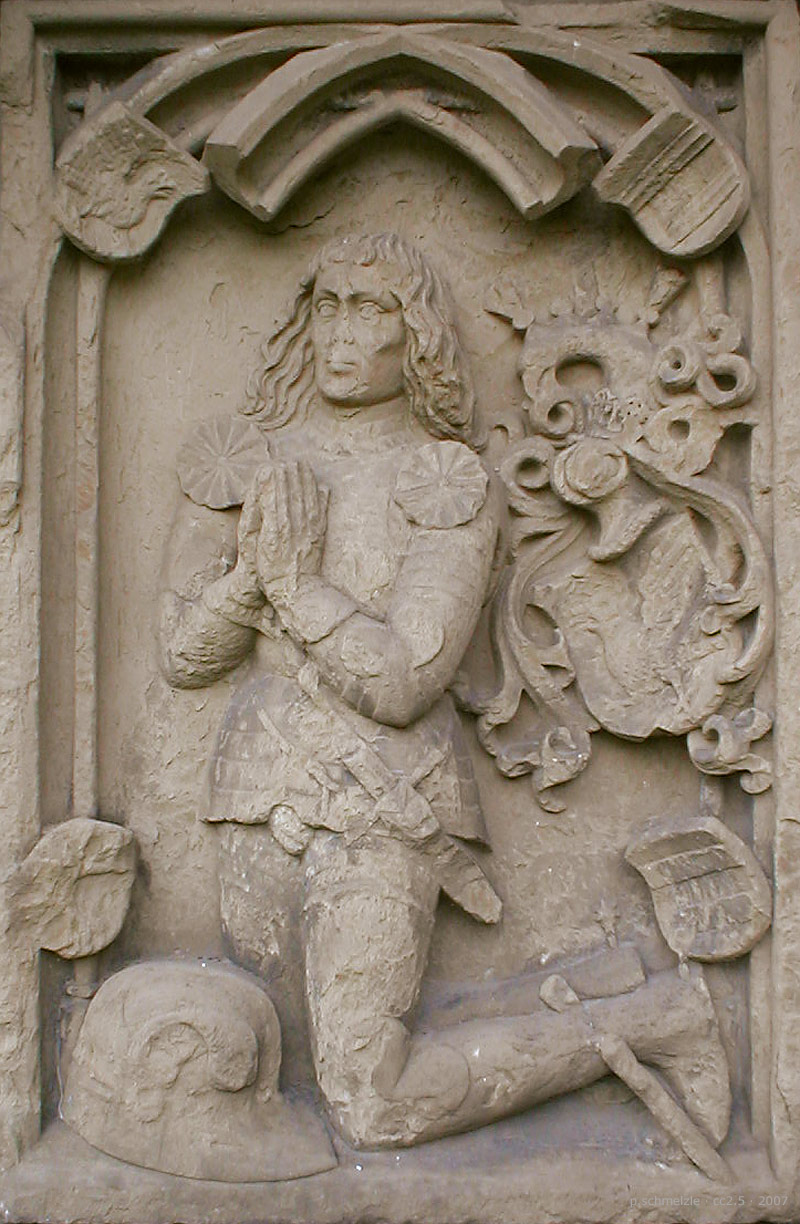
Göler-Grabmal
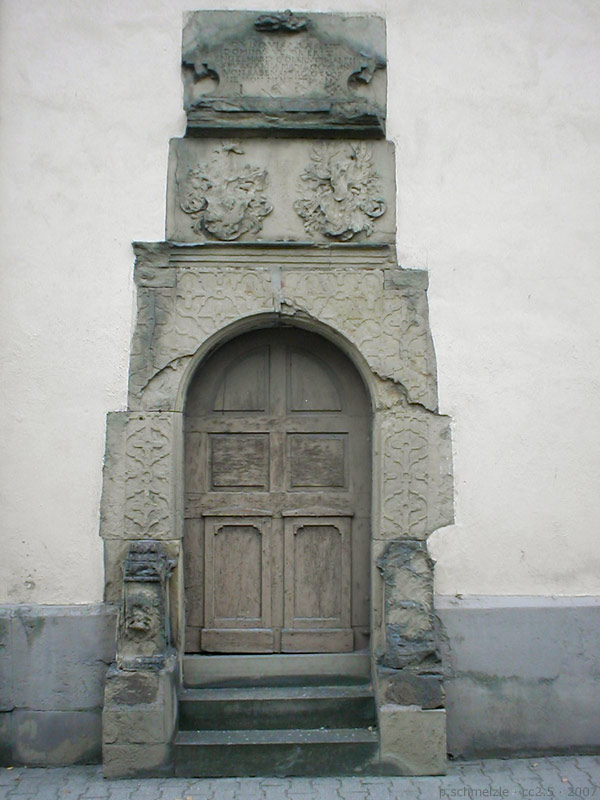
Renaissance-Portal am Rentamt
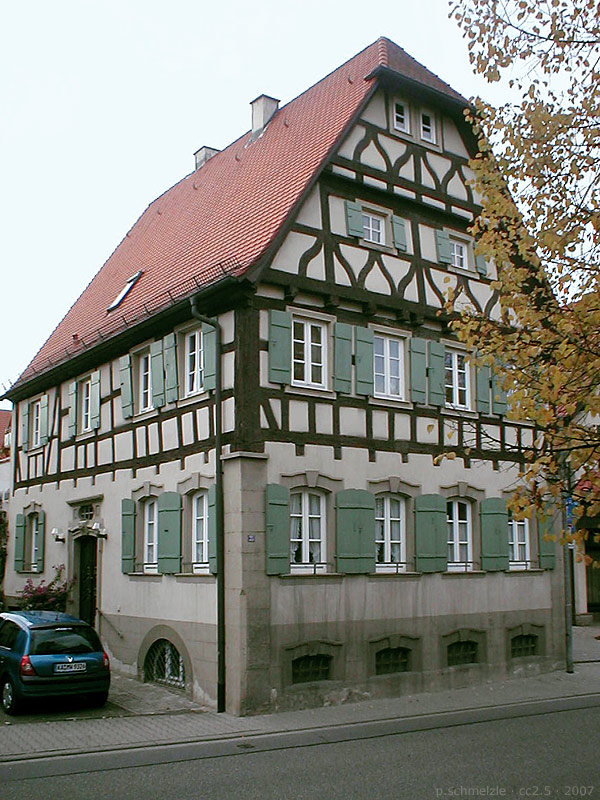
Fachwerkhaus von 1778
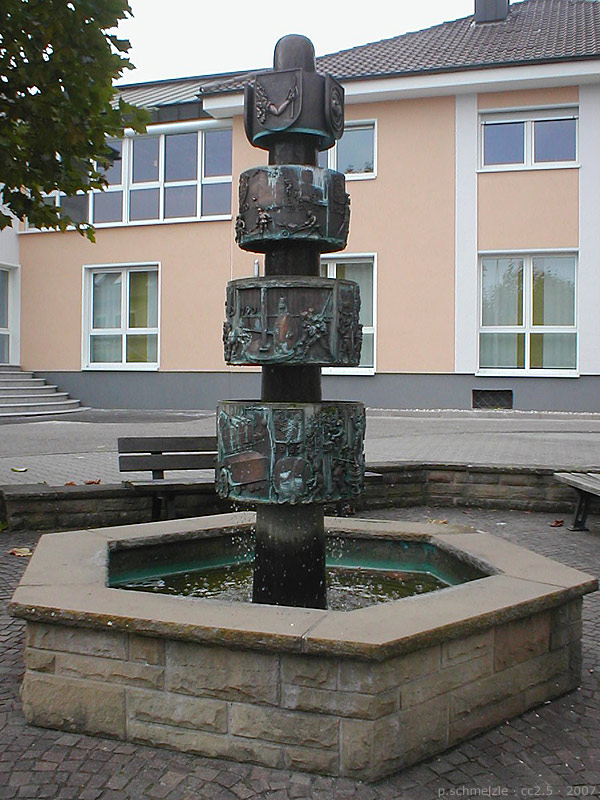
Ortsbrunnen
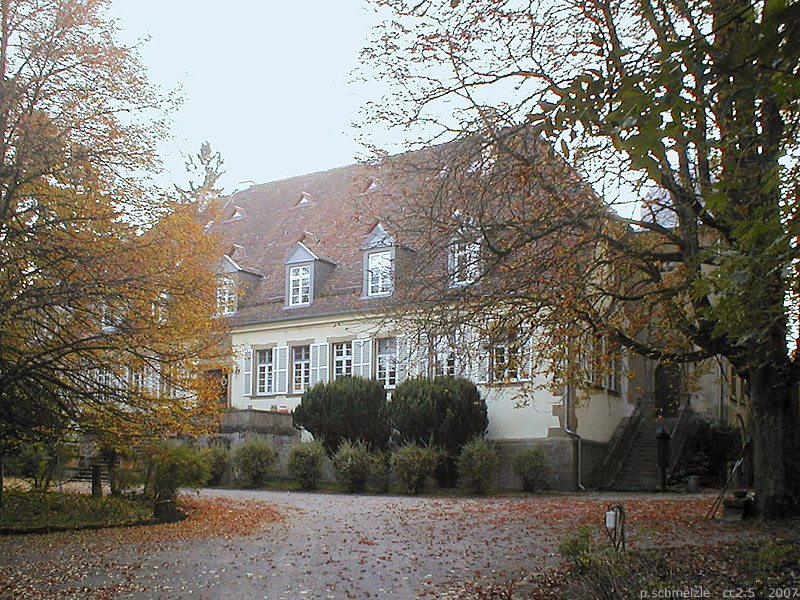
Amalienhof

## Söhne und Töchter der Gemeinde
- Gottlieb Friedrich Machtholf (1735–1800), lutherischer Pfarrer im Spätpietismus
- Franz Wilhelm August Göler von Ravensburg (1809–1862), Großherzoglich badischer Generalmajor und Militärschriftsteller
- Karl Konz (1896–1966), Politiker, Mitglied des Landtags von Baden-Württemberg